# Веселаго, Михаил Герасимович
Михаил Герасимович Веселаго (7 ноября 1843 — 20 сентября 1929, Париж) — русский военно-морской деятель, адмирал (1909).

## Биография
Из дворян Тверской губернии, сын Герасима Ивановича Веселаго, прапорщика Полоцкого пехотного полка. Родился в Бежецком уезде.
Обучение — Александровский кадетский корпус (не окончил), Морской кадетский корпус 1862 (офицером с 1864).
В 1862—1863 годах служил на фрегате «Дмитрий Донской». В 1863—1865 годах служил на фрегате «Олег». 28 декабря 1864 года произведен в мичманы со старшинством с 8 апреля того же года. В 1866 году служил на транспорте «Красная Горка». 1 января 1868 года произведен в лейтенанты. В 1870 году служил на корвете «Воевода». В 1871—1872 годах служил на яхте «Забава». 9 апреля 1873 года переведен в Гвардейский экипаж. В 1873—1874 годах командовал яхтой «Волна».
Во время русско-турецкой войны в составе Гвардейского экипажа участвовал в сражении при Мечке, охране переправ через Дунай, переходе через Балканские горы и за отличие награждён орденом Св. Станислава II степени с мечами. 1 января 1878 года произведен в капитан-лейтенанты.
Командовал яхтой «Забава» (1874—1884), пароходом «Онега» (1884—1885), яхтой «Стрельна» (1885—1887), пароходофрегатом «Олаф» (1887—1888), Ревельским полуэкипажем (1888—1891), броненосной батареей «Не тронь меня» (1891), 3-м флотским экипажем и эскадренным броненосцем «Пётр Великий» (1891—1896). 1 января 1896 года произведен в чин контр-адмирала. Начальник штаба Кронштадтского порта (1896—1898).
В 1899—1900 годах в должности младшего флагмана эскадры Тихого океана участвовал в военных действиях в Китае и за отличие награждён 28 декабря 1900 года орденом Св. Анны I степени с мечами и в 1902 году пожалован японским орденом Восходящего Солнца II класса, австрийским орденом Франца-Иосифа командорского креста со звездой и медалью «За поход в Китай».
1 января 1901 года назначен младшим флагманом Балтийского флота. 6 декабря 1902 года произведен в вице-адмиралы. В 1903 году пожалован орденом Короны Италии большого креста. 9 февраля 1904 года назначен старшим флагманом 1-й флотской дивизии. 6 декабря 1904 года награждён орденом Св. Владимира II степени.
8 мая 1905 года назначен членом главного военно-морского суда. 28 августа 1909 года произведен в адмиралы с увольнением в отставку.
В отставке жил в Петербурге и работал на руководящих должностях на боеприпасном заводе наследников Барановского, после революции — в Выборге, затем в эмиграции во Франции.
Умер 20 сентября 1929 в поезде по пути из Ниццы в Париж. Погребён на кладбище Сент-Женевьев-де-Буа.
Жена Ольга Александровна (1860—1944 во Франции).
От двух браков имел трёх дочерей и двух сыновей:
- младший сын Георгий (1892—1971) также окончил Морской кадетский корпус (1911), старший лейтенант (1917), участник Первой мировой и Гражданской войн, умер в Калифорнии.

### Воспоминания
Относятся к жизни в Выборге в 1918 году:

Старик адмирал Михаил Герасимович Веселаго был типичным морским волком, которых уже мало осталось во флоте. Он был большим умницей и очень расположился ко мне, называя меня в шутку «мой друг архитектор», но меня отталкивала его грубость, и когда он, сжимая свой большой кулак, говорил, что он им немало вышиб зубов матросов, меня нравственно мутило. 
 
Хотя ему было за семьдесят лет, Михаил Герасимович продолжал питать слабость к прекрасному полу, и меня забавляло наблюдать за ним на Эспланаде. Идя за покупками на рынок, я часто видела его, в чесучовом костюме и кепке из люфты, прогуливающимся по аллее и бормотавшим себе под нос: «Вот идёт, кажется, хорошенькая, судя по ножкам. Не обогнать ли её и заглянуть под шляпку?» Когда я его окликала, он весь расплывался в улыбке и, беря меня под руку, говорил: «Дайте мне опереться на вашу молодость, мой милый друг архитектор». […] Было очень интересно слушать старика, у которого был неиссякаемый запас воспоминаний и анекдотов. Он был свидетелем многих событий в течение последних трёх царствований и любил о них говорить— Еленевская И. Э. Воспоминания. — Stockholm, 1968. — С. 86—87.